# Флаттерс, Поль
Поль Флаттерс (16 сентября 1832, Лаваль — 16 февраля 1881, Бир-эль-Гарам, Сахара) — французский военный деятель и исследователь Африки, один из первых французских колонизаторов Сахары. Погиб в бою с туарегами в ходе неудачной экспедиции с целью исследовать возможный маршрут прокладки железной дороги из Алжира в Судан.

## Биография
Сын скульптора Жана-Жака Флаттерса (1786—1845). В 1845 году поступил в среднюю школу Лаваля, в 1851 году — в военную школу Сен-Сир. В 1853 году получил звание младшего лейтенанта пехоты, в 1855 году стал лейтенантом, в 1864 году капитаном, в 1871 году возглавил батальон. 3 мая 1879 года он получил звание подполковника и был направлен на службу в Алжир.

## Вторая экспедиция (1880—1881)
В марте 1880 года Флаттерс возглавил экспедицию в южную часть современного Алжира, которую французское правительство в тот момент начало колонизировать. 5 марта он выступил с 39 людьми из Уарглы, но из-за нехватки пищи был вынужден вернуться 17 мая. Тогда же он получил предупреждение от аменокаля (верховного вождя) местного туарегского клана Ахитарель аг Мохаммеда Биски, который заявил, что ни при каких обстоятельствах не пропустит через свои владения вооружённых французов. Проигнорировав эту угрозу, Флаттерс 4 декабря выступил с второй экспедицией в составе 93 человек, большинство из которых были арабами.
Караван, имевший в составе около 280 лошадей и вьючных животных (верблюдов и ослов), за два месяца дошёл до Ахаггара. Однако у Бир-эль-Гарама его отряд был атакован туарегами, и в ходе боя Флаттерс и все французы, участвовавшие в экспедиции, были убиты. В Уарглу из всего отряда вернулись лишь двадцать арабов.

## Последствия
Уничтожение отряда Флаттерса было воспринято во Франции как национальная трагедия, которая привела к активизации колонизации Сахары. Тем не менее проект строительства железной дороги из Алжира в Судан был отставлен и больше не возобновлялся. В 1884 году в Париже был установлен монумент в честь Флаттерса, а в 1903 году его именем был назван основанный французами на юге современного Алжира форт (ныне город Бордж-Омар-Дрисс). Туарегским племенам, атаковавшим и уничтожившим миссию Флаттерса, французы отомстили два десятилетия спустя в битве при Тите, состоявшейся 7 мая 1902 года.